# Perosa Argentina
Perosa Argentina är en ort och kommun i storstadsregionen Turin, innan 2015 provinsen Turin, i regionen Piemonte, Italien. Kommunen hade 3 209 invånare (2017).